# Saint Asonia (альбом)
«Saint Asonia» — дебютний студійний альбом канадсько-американського рок-гурту Saint Asonia. Реліз відбувся 31 липня 2015. Перший сингл від альбому, «Better Place», вийшов 16 травня 2015. В Європі альбом вийшов 23 листопада 2015 із двома додатковими треками.

## Список пісень
Автор музики і слів Saint Asonia. 
| #     | Назва                               | Тривалість |
| ----- | ----------------------------------- | ---------- |
| 1.    | «Better Place»                      | 3:36       |
| 2.    | «Blow Me Wide Open»                 | 3:44       |
| 3.    | «Let Me Live My Life»               | 3:11       |
| 4.    | «Even Though I Say»                 | 4:08       |
| 5.    | «Fairy Tale»                        | 3:59       |
| 6.    | «King of Nothing»                   | 3:34       |
| 7.    | «Waste My Time»                     | 3:14       |
| 8.    | «Dying Slowly»                      | 3:22       |
| 9.    | «Trying to Catch Up with the World» | 4:29       |
| 10.   | «Happy Tragedy»                     | 3:38       |
| 11.   | «Leaving Minnesota»                 | 3:28       |
| 40:32 |                                     |            |

| Європейські бонусні треки | Європейські бонусні треки | Європейські бонусні треки |
| #                         | Назва                     | Тривалість                |
| ------------------------- | ------------------------- | ------------------------- |
| 12.                       | «No Tomorrow»             | 3:27                      |
| 13.                       | «Voice in Me»             | 3:42                      |

## Учасники запису
- Адам Гонтьє — вокал, ритм-гітара
- Майк Мьюшак — соло-гітара
- Корі Лоуері — бас-гітара, бек-вокал
- Річ Беддо — ударні

## Чарти
| Чарт (2015)           | Місце |
| --------------------- | ----- |
| Canadian Albums Chart | 9     |
| Billboard 200         | 29    |